# 조디 머서
조디 조 머서(Jordy Joe Mercer, 1986년 8월 27일 ~ )는 미국의 야구 선수이자 메이저 리그에 소속되어 있는 워싱턴 내셔널스의 선수이다.